# Prague Open 2013
Il Prague Open 2013 è stato un torneo di tennis facente parte della categoria ATP Challenger Tour nell'ambito dell'ATP Challenger Tour 2013, con un montepremi di €42.500. Si è giocato sui campi in terra rossa dell'I. Česky Lawn Tennis Klub Praha a Praga in Repubblica Ceca dal 10 al 16 giugno 2013.

## Partecipanti singolare

### Teste di serie
| Nazionalità | Giocatore               | Ranking* | Testa di serie |
| ----------- | ----------------------- | -------- | -------------- |
| Austria     | Andreas Haider-Maurer   | 105      | 1              |
| Italia      | Filippo Volandri        | 111      | 2              |
| Stati Uniti | Wayne Odesnik           | 113      | 3              |
| Spagna      | Rubén Ramírez Hidalgo   | 123      | 4              |
| Italia      | Matteo Viola            | 132      | 5              |
| Spagna      | Daniel Muñoz de la Nava | 145      | 6              |
| Ucraina     | Oleksandr Nedovjesov    | 160      | 7              |
| Argentina   | Facundo Argüello        | 170      | 8              |

- Ranking al 27 maggio 2013.

### Altri partecipanti
Giocatori che hanno ricevuto una wild card:
- Dušan Lojda
- Ivo Minář
- Adrian Sikora
- Robin Staněk

Giocatori che sono passati dalle qualificazioni:
- Víctor Estrella Burgos
- Lukas Marsoun
- Jan Satral
- Dominik Suc

Giocatori che hanno ricevuto un entry come special exempt:
- Pere Riba

## Partecipanti doppio

### Teste di serie
| Nazionalità   | Giocatore         | Nazionalità   | Giocatore          | Ranking* | Testa di serie |
| ------------- | ----------------- | ------------- | ------------------ | -------- | -------------- |
| Polonia       | Mateusz Kowalczyk | Svezia        | Andreas Siljeström | 228      | 1              |
| Taipei cinese | Lee Hsin-han      | Taipei cinese | Peng Hsien-yin     | 246      | 2              |
| Australia     | Colin Ebelthite   | Australia     | Rameez Junaid      | 253      | 3              |
| Croazia       | Mate Pavić        | Croazia       | Franko Škugor      | 300      | 4              |

- Ranking al 27 maggio 2013.

### Altri partecipanti
Coppie che hanno ricevuto una wild card:
- Jakub Filipsky /  Krystof Janosik

Coppie che hanno ricevuto un entry come alternate:
- Dušan Lojda /  Boy Westerhof

## Vincitori

### Singolare
Oleksandr Nedovjesov ha battuto in finale  Javier Martí con il punteggio di 6–0, 6–1

### Doppio
Lee Hsin-han /  Peng Hsien-yin hanno battuto in finale  Vahid Mirzadeh /  Denis Zivkovic con il punteggio di 6–4, 4–6, [10–5]